# Оболонська волость
Оболонська волость — історична адміністративно-територіальна одиниця Кролевецького повіту Чернігівської губернії з центром у селі Городище.
Станом на 1885 рік складалася з 17 поселень, 11 сільських громад. Населення — 8452 особи (4208 чоловічої статі та 4244 — жіночої), 1298 дворових господарств.
|                     | Площа, десятин | У тому числі орної, дес. |
| ------------------- | -------------- | ------------------------ |
| Сільських громад    | 7912           | 4659                     |
| Приватної власності | 5606           | 2079                     |
| Казенної власності  | 32             | —                        |
| Іншої власності     | 59             | 28                       |
| Загалом             | 13609          | 6766                     |

Найбільші поселення волості на 1885 рік:
- Городище — колишнє державне й власницьке село при річці Бистрик за 33 версти від повітового міста, 845 осіб, 151 двір, православна церква, школа, постоялий будинок, 2 лавки, 2 водяних млини. За 6 верст — механічний, крохмальний і бурякоцукровий заводи.
- Будище — колишнє державне село при річках Глинка й Бистрик, 1043 особи, 180 дворів, православна церква, постоялий будинок, 2 водяних млини, крупорушка.
- Бужанка — колишнє державне село при річці Студенка, 351 особа, 62 двори, православна церква.
- Вишеньки — колишнє державне й власницьке село при річці Десна, 1398 осіб, 213 дворів, православна церква, 2 постоялих будинки, 2 лавки.
- Конятин — колишнє державне село при річці Десна й озері Конятин, 1639 осіб, 248 дворів, православна церква, школа, 3 постоялих будинки, 2 лавки.
- Оболоння — колишнє державне й власницьке село при річках Десна й Бистрик, 1169 осіб, 241 двір, православна церква, постоялий будинок, 2 водяних млини, крупорушка.
- Савинки — колишнє державне село при озері Савинському, 560 осіб, 102 двори, постоялий будинок.

1899 року у волості налічувалось 11 сільських громади, населення зросло до 8749 осіб (4598 чоловічої статі та 4151 — жіночої).